# Ganisa similis
Ganisa similis är en fjärilsart som beskrevs av Moore 1884. Ganisa similis ingår i släktet Ganisa och familjen Eupterotidae. Inga underarter finns listade i Catalogue of Life.